# Ik wil niet dat je liegt
Ik wil niet dat je liegt is een single van de Nederlandse zanger Paul de Leeuw uit 1993. Het stond in 1994 als negende track op het album ParaCDmol.

## Achtergrond
Ik wil niet dat je liegt is geschreven door Angelo Valsiglio, Paul de Leeuw, Freddy Cavalli en Pietro Cremonesi en geproduceerd door John Van Eijk en Cor Bakker. Het is een Nederlandstalige bewerking door De Leeuw van het lied La solitudine van Laura Pausini uit hetzelfde jaar. In het lied zingt de liedverteller over zijn geliefde, waarvan hij weet dat hij vreemdgaat, en hij vraagt hem om een keuze tussen hem en de affaire te maken. Het is een van De Leeuw's meest succesvolle single; het verkocht meer dan 150.000 keer en is daarmee platina. De B-kant van de single is Waarheen, waarvoor, door De Leeuw gezongen als zijn typetje Annie de Rooij. Waarheen, waarvoor is een cover van het lied van het lied van Mieke Telkamp, wat op haar beurt is een bewerking is van de hymne Amazing Grace.

## Hitnoteringen
Het lied was een enorme hit in het Nederlands taalgebied. In de twee grootste Nederlandse hitlijsten, de Top 40 en de Mega Top 50, heeft het bovenaan gestaan; acht weken in de Top 40 en negen weken in de Mega Top 50. In totaal stond het negentien weken in de Top 40 en 23 weken in de Mega Top 50. Opvallend was dat het voordat het op de eerste plaats kwam in de Top 40 en het op de tweede plaats stond, de originele versie van Pausini op de eerste plaats stond. Het was de eerste keer dat een origineel nummer en zijn cover de eerste twee plekken van de Top 40 bezette. Een week later werd dit overigens herhaald, maar nu met Ik wil niet dat je liegt bovenaan en La solitudine op de tweede plaats. In België had het lied van De Leeuw ook succes, met de 21e plaats in de Vlaamse Ultratop 50. Het stond zes weken in deze hitlijst. 

### Nederlandse Top 40
| Hitnotering: 11-12-1993 t/m 23-04-1994 | Hitnotering: 11-12-1993 t/m 23-04-1994 | Hitnotering: 11-12-1993 t/m 23-04-1994 | Hitnotering: 11-12-1993 t/m 23-04-1994 | Hitnotering: 11-12-1993 t/m 23-04-1994 | Hitnotering: 11-12-1993 t/m 23-04-1994 | Hitnotering: 11-12-1993 t/m 23-04-1994 | Hitnotering: 11-12-1993 t/m 23-04-1994 | Hitnotering: 11-12-1993 t/m 23-04-1994 | Hitnotering: 11-12-1993 t/m 23-04-1994 | Hitnotering: 11-12-1993 t/m 23-04-1994 | Hitnotering: 11-12-1993 t/m 23-04-1994 | Hitnotering: 11-12-1993 t/m 23-04-1994 | Hitnotering: 11-12-1993 t/m 23-04-1994 | Hitnotering: 11-12-1993 t/m 23-04-1994 | Hitnotering: 11-12-1993 t/m 23-04-1994 | Hitnotering: 11-12-1993 t/m 23-04-1994 | Hitnotering: 11-12-1993 t/m 23-04-1994 | Hitnotering: 11-12-1993 t/m 23-04-1994 | Hitnotering: 11-12-1993 t/m 23-04-1994 | Hitnotering: 11-12-1993 t/m 23-04-1994 |
| Week                                   | 1                                      | 2                                      | 3                                      | 4                                      | 5                                      | 6                                      | 7                                      | 8                                      | 9                                      | 10                                     | 11                                     | 12                                     | 13                                     | 14                                     | 15                                     | 16                                     | 17                                     | 18                                     | 19                                     |                                        |
| -------------------------------------- | -------------------------------------- | -------------------------------------- | -------------------------------------- | -------------------------------------- | -------------------------------------- | -------------------------------------- | -------------------------------------- | -------------------------------------- | -------------------------------------- | -------------------------------------- | -------------------------------------- | -------------------------------------- | -------------------------------------- | -------------------------------------- | -------------------------------------- | -------------------------------------- | -------------------------------------- | -------------------------------------- | -------------------------------------- | -------------------------------------- |
| Nummer                                 | 19                                     | 8                                      | 4                                      | 2                                      | 1                                      | 1                                      | 1                                      | 1                                      | 1                                      | 1                                      | 1                                      | 1                                      | 3                                      | 5                                      | 8                                      | 10                                     | 17                                     | 22                                     | 25                                     | uit                                    |

### Mega Top 50
| Hitnotering: 11-12-1993 t/m 21-05-1994 | Hitnotering: 11-12-1993 t/m 21-05-1994 | Hitnotering: 11-12-1993 t/m 21-05-1994 | Hitnotering: 11-12-1993 t/m 21-05-1994 | Hitnotering: 11-12-1993 t/m 21-05-1994 | Hitnotering: 11-12-1993 t/m 21-05-1994 | Hitnotering: 11-12-1993 t/m 21-05-1994 | Hitnotering: 11-12-1993 t/m 21-05-1994 | Hitnotering: 11-12-1993 t/m 21-05-1994 | Hitnotering: 11-12-1993 t/m 21-05-1994 | Hitnotering: 11-12-1993 t/m 21-05-1994 | Hitnotering: 11-12-1993 t/m 21-05-1994 | Hitnotering: 11-12-1993 t/m 21-05-1994 | Hitnotering: 11-12-1993 t/m 21-05-1994 | Hitnotering: 11-12-1993 t/m 21-05-1994 | Hitnotering: 11-12-1993 t/m 21-05-1994 | Hitnotering: 11-12-1993 t/m 21-05-1994 | Hitnotering: 11-12-1993 t/m 21-05-1994 | Hitnotering: 11-12-1993 t/m 21-05-1994 | Hitnotering: 11-12-1993 t/m 21-05-1994 | Hitnotering: 11-12-1993 t/m 21-05-1994 | Hitnotering: 11-12-1993 t/m 21-05-1994 | Hitnotering: 11-12-1993 t/m 21-05-1994 | Hitnotering: 11-12-1993 t/m 21-05-1994 | Hitnotering: 11-12-1993 t/m 21-05-1994 |
| Week                                   | 1                                      | 2                                      | 3                                      | 4                                      | 5                                      | 6                                      | 7                                      | 8                                      | 9                                      | 10                                     | 11                                     | 12                                     | 13                                     | 14                                     | 15                                     | 16                                     | 17                                     | 18                                     | 19                                     | 20                                     | 21                                     | 22                                     | 23                                     |                                        |
| -------------------------------------- | -------------------------------------- | -------------------------------------- | -------------------------------------- | -------------------------------------- | -------------------------------------- | -------------------------------------- | -------------------------------------- | -------------------------------------- | -------------------------------------- | -------------------------------------- | -------------------------------------- | -------------------------------------- | -------------------------------------- | -------------------------------------- | -------------------------------------- | -------------------------------------- | -------------------------------------- | -------------------------------------- | -------------------------------------- | -------------------------------------- | -------------------------------------- | -------------------------------------- | -------------------------------------- | -------------------------------------- |
| Nummer                                 | 35                                     | 5                                      | 3                                      | 1                                      | 1                                      | 1                                      | 1                                      | 1                                      | 1                                      | 1                                      | 1                                      | 1                                      | 2                                      | 2                                      | 3                                      | 7                                      | 12                                     | 23                                     | 30                                     | 31                                     | 30                                     | 38                                     | 49                                     | uit                                    |

### NPO Radio 2 Top 2000
| Nummer met noteringen in de NPO Radio 2 Top 2000 | '09 | '10  | '11  | '12  | '13  | '14  | '15  | '16  |
| ------------------------------------------------ | --- | ---- | ---- | ---- | ---- | ---- | ---- | ---- |
| Ik wil niet dat je liegt                         | 940 | 1427 | 1595 | 1951 | 1785 | 1878 | 1929 | 1880 |

1. ↑  Een vetgedrukt getal geeft de hoogste notering aan.
2. ↑  2009 was het eerste jaar met een notering voor dit nummer.
3. ↑  Deze tabel is bijgewerkt tot en met de meest recente editie (2024).